# 第一次世界大战中的大西洋潜艇战
第一次世界大战中的大西洋潜艇战指的是德意志帝国海军潜艇与协约国海军在大西洋水域：不列颠群岛、北海和法国海岸周围海域发生的一系列海战。
最初，U型潜艇的行动是针对英国大舰队的。后来，U型潜艇行动被扩展到包括针对协约国贸易路线的袭击行动；取得不小成效。在战争过程中导致了英国商船队近一半的损失。协约国方面为对付德国潜艇，组建由驱逐舰组成的护航舰队保护贸易线路；其设置了诸如多佛闸和雷区等封锁线，并由飞机巡逻队监视U型潜艇所在基地。美国于1917年参战之前，U型潜艇袭击行动未能切断贸易，1918年晚些时候，面对协约国军队推进，U型潜艇被放弃。

## 1914年
1914年8月6日，英国对德国宣战两天后，德国U-5号、U-7号、U-8号、U-9号、U-13号、U-14号、U-15号、 U-16号、U-17号和U-18号潜艇从位于黑尔戈兰的基地出发，在北海执行攻击英国海军舰艇行动，此为一战第一次潜艇之战争行动。
U型潜艇向北海航行，希望在设得兰岛和卑尔根之间遇到英国海军舰艇并攻击。8月8日，U-9的一个引擎发生故障，其后被迫返回基地。同一天，费尔岛附近，U-15看到英国战列舰阿贾克斯号、君主号和猎户座号正在演习，尔后向君主号发射了一枚鱼雷。这枚鱼雷没有击中，但令英国战列舰提起警惕。第二天清晨，正在掩护战列舰的第一轻巡洋舰中队与U型潜艇发生接触。伯明翰号看到海面上的U-15。其没有望风，却可以听到敲击的声音，似乎U-15上的船员正在进行维修。伯明翰号立即改变航向，于U-15指挥塔后方对其进行撞击，尔后潜艇切成两半后沉没。
8月12日，七艘U型潜艇返回了黑尔戈兰岛；U-13号没回来，可能是因为进入黑尔戈兰湾雷区或机械故障失事。虽然行动没什么成果，却令英国海军大为恐慌；因其推翻了先前对U型潜艇行动半径的估计范围，并使大舰队在无保护斯卡帕湾安全性受到质疑。另一方面，U-15被伯明翰轻松摧毁的事实也鼓励了一种错误的信念，即潜艇对水面战舰并没有很大威胁。

## 1915年

### 首次袭击运输船
对商船的首次攻击始于1914年10月。10月20日，"SS Glitra"号成为第一次世界大战中第一艘被德国潜艇击沉的英国商船。"SS Glitra"号从格兰杰茅斯前往挪威的斯塔万格，在Kapitänleutnant Johannes Feldkirchener指挥下，其被U-17拦截并搜索。船员们被命令进入救生艇，然后SS Glitra号打开海阀自沉。这是历史上第一次有潜艇击沉一艘商船。
不到一周之后，10月26日，U-24成为第一艘在没有警告的情况下攻击没有武装的商船的潜艇，当时她用鱼雷攻击了蒸汽船"Admiral Ganteaume"号，船上有2500名比利时难民。虽然该船没有沉没，并被拖入布洛涅港，但有40人丧生，主要是因为人们恐慌。U-24舰长Rudolf Schneider声称他误以为这是一艘运兵船。

### 无限制潜艇战
英国在战前就认为，如果没有来自北美的粮食，英国本土就会断粮；W.T.斯蒂德在1901年写道：“如果没有来自北美的粮食，那末我们就会面临饥荒。”  1915年2月4日，第一次针对协约国贸易的无限制潜艇战开始。 U型潜艇作为贸易袭击有几个不足之处；其低速缺乏机动性，甚至在海面上，使它几乎不比许多商船快，而其轻型火炮武器不足以对付较大船只。使用U型潜艇的主要武器，即使用鱼雷在没有警告的情况下进行攻击，意味着放弃了为避免伤害中立国船只而需要的截停和搜索。
第一个月，有29艘船被击沉，总吨位为89,517容积总吨，这袭击速度在整个夏季都保持着。随着袭击行动，政治相应事件也在增加。2月19日，U-8号鱼雷袭击了行驶在两个中立港口之间的中立油轮贝尔里奇号；3月，U型潜艇击沉了一艘瑞典货轮和一艘荷兰货轮汉娜号和梅迪亚号；4月，两艘希腊船只被击沉。
3月，法拉巴号也被击沉，一名美国人丧生；4月，比利时哈帕利斯号被击沉。5月7日，U-20击沉了卢西塔尼亚号，造成1,198人死亡，其中128人为美国公民。这些事件引起中立国的愤怒，1915年9月，无限制潜艇战范围被缩减，以减少这些国家站在协约国对德战争风险。
英国的反制措施在很大程度上是无效的。事实证明，最有效的防御措施是建议商船转向U型潜艇并试图冲撞，迫使其沉入水下；  1915年3月20日，“布鲁塞尔”号使用了这种战术，以躲避U-33的攻击。为此，其船长查尔斯·弗莱亚特在1916年6月被德军俘虏后被处决，引起了国际社会的谴责。另一选择是为自卫而武装船只，根据德国的说法，这使他们不受巡洋交战规则的保护。

还有另一选择是用隐蔽武装诱饵船，即所谓的Q船，并为其配备人员。这个想法的一个变种是给小船配备潜艇护航。1915年，三艘U型潜艇被Q船击沉，还有两艘被拖网渔船上的潜艇击沉。6月，U-40在攻击塔拉纳基号时被HMS C24击沉，7月，U-23在攻击路易丝公主号时被C-27击沉。同样在7月，U-36号潜艇被Q船查尔斯王子号击沉，8月和9月，U-27号和U-41号潜艇被巴拉隆号击沉。
然而，当时并没有探测水下U型潜艇的手段，对它们的攻击仅限于破坏它们的潜望镜和投掷炮棉炸弹。
在这一阶段的战役中，总共有16艘U型潜艇被摧毁，而他们自己则击沉了370艘船，总吨位达750,000容积总吨。

## 1916年

### 支援公海舰队
1916年，帝国海军恢复了利用U型潜艇削弱大舰队数量优势的战略，其发动了一系列行动，旨在引诱大舰队进入U型潜艇的陷阱。由于U型潜艇与主战舰队相比速度较差，这些行动需要建立U型潜艇的巡逻线，而公海舰队则进行机动，将大舰队引向陷阱。
1916年3月和4月，这些行动有几次上演，但都没有成功。具有讽刺意味的是，在1916年5月发生的主要舰队行动，即日德兰海战中，根本没有U型潜艇参与其中；舰队相遇和交战主要是出于偶然，而且在战区附近也没有U型潜艇的巡逻。1916年8月和10月的另一系列行动也同样没有结果，该战略被放弃，转而恢复了贸易袭击。

## 1917年
1917年，德国决定全面恢复无限制潜艇战。人们期待着将美国拉入战争，但德国人赌的是，他们可以在美国动员起来之前通过这种手段打败英国。德国估计，如果每月沉没的吨位超过60万吨，英国将在五到六个月后被迫求和。

## 1918年
护航系统有效地减少了协约国的损失，而更好的武器和战术使护航队在拦截和攻击U型潜艇方面更加成功。1月，大西洋水域的航运损失为98艘（略高于170,000容积总吨）；2月虽有所上升，但其后下降，在剩下的时间水平不高于此。 1月，有6艘U型潜艇在战区被摧毁；这也成为该年的平均损失。
第一次世界大战中被摧毁的1250万吨协约国舰艇船只中，有800多万吨其占总数的三分之二，是在大西洋战区的水域被击沉的。